# Lista de géneros de formigas
Formigas (família Formicidae na ordem Hymenoptera) são as mais ricas em espécies de todos os insetos sociais, com mais de 20.000 espécies descritas e muitas outras aguardando descrição. Formicidae é dividida em 21 subfamílias, das quais 17 são existentes e 4 subfamílias estão extintas, descritas a partir de fósseis. No total, mais de 300 gêneros foram descritos. Formigas passaram a ocupar praticamente todos os principais habitats terrestres, com exceção da tundra e das florestas frias e sempre úmidas. Eles apresentam uma ampla gama de comportamentos sociais, hábitos de forrageamento e associações com outros organismos, o que tem gerado interesse científico e público.
A seguir está uma lista de gêneros de formigas organizados por subfamília.

## Palavras chave
| Gênero              | O nome científico do gênero. |
| Autoridade binomial | A autoridade binomial, a pessoa que primeiro descreveu a espécie usando um nome científico disponível.                                                                                       |
| Classificado        | O ano em que o gênero foi formalmente descrito e classificado. |
| No. de espécies     | O número de espécies, existentes e extintas, que são membros do gênero. |
| Espécie-tipo        | A espécie-tipo que foi designada pelo autor original, a menos que indicado de outra forma. espécies extintas são indicados por um †.                                                         |
| Imagem de exemplo   | Uma imagem (se disponível) de uma espécie que é membro do gênero. |
| Referências         | A maioria das citações fornecidas são as primeiras publicações que descrevem o gênero; citações adicionais são adicionadas se a fonte original não contiver todas as informações fornecidas. |

## Subfamílias

### Agroecomyrmecinae
A subfamília Agroecomyrmecinae representa 2 gêneros existentes e 2 gêneros fósseis, uma vez distribuídos em ambos os hemisférios durante o início do Terciário. A subfamília foi originalmente classificada como Agroecomyrmecini, uma tribo Myrmicinae até que o mirmecologista inglês Barry Bolton elevou a tribo ao status de subfamília em 2003. A maioria dos espécimes coletados é da América Central e no México, embora um espécime de um espécime-tipo de Agroecomyrmecinae tenha sido coletado em Gana.
| Agroecomyrmecinae Carpenter, 1930 – 4 gêneros, 5 espécies |                     |              |                 |                          |                          |             |
| Gênero                                                    | Autoridade binomial | Classificado | No. de espécies | Espécie-tipo             | Imagem de exemplo        | Ref(s)      |
| --------------------------------------------------------- | ------------------- | ------------ | --------------- | ------------------------ | ------------------------ | ----------- |
| †Agroecomyrmex                                            | Wheeler             | 1910         | 1               | †Myrmica duisburgi       | †Agroecomyrmex duisburgi | [ 8 ] [ 9 ] |
| Ankylomyrma                                               | Bolton              | 1973         | 1               | Ankylomyrma coronacantha | Ankylomyrma coronacantha | [ 10 ]      |
| †Eulithomyrmex                                            | Carpenter           | 1935         | 2               | †Lithomyrmex rugosus     | †Eulithomyrmex rugosus   | [ 11 ]      |
| Tatuidris                                                 | Brown & Kempf       | 1968         | 1               | Tatuidris tatusia        | Tatuidris tatusia        | [ 4 ]       |

### Amblyoponinae
A subfamília Amblyoponinae representa 9 gêneros existentes e 1 gênero fóssil. Classificadas pelo mirmecologista suíço Auguste-Henri Forel em 1893, essas formigas são predadoras especializadas, distribuídas mundialmente nos trópicos.
| Subfamília Amblyoponinae Forel, 1893 – 10 gêneros, 146 espécies |                         |              |                 |                          |                          |               |
| Gênero                                                          | Autoridade binomial     | Classificado | No. de espécies | Espécie-tipo             | Imagem de exemplo        | Ref(s)        |
| --------------------------------------------------------------- | ----------------------- | ------------ | --------------- | ------------------------ | ------------------------ | ------------- |
| Adetomyrma                                                      | Ward                    | 1994         | 9               | Adetomyrma venatrix      | Adetomyrma venatrix      | [ 16 ]        |
| Amblyopone                                                      | Erichson                | 1842         | 10              | Amblyopone australis     | Amblyopone australis     | [ 17 ]        |
| †Casaleia                                                       | Pagliano & Scaramozzino | 1990         | 4               | †Protamblyopone inversa  | †Casaleia eocenica       | [ 18 ]        |
| Fulakora                                                        | Mann                    | 1919         | 25              | Stigmatomma celata       | Fulakora celata          | [ 19 ] [ 20 ] |
| Myopopone                                                       | Roger                   | 1861         | 2               | Myopopone maculata       | Myopopone castanea       | [ 21 ] [ 22 ] |
| Mystrium                                                        | Roger                   | 1862         | 14              | Mystrium mysticum        | Mystrium mysticum        | [ 23 ]        |
| Onychomyrmex                                                    | Emery                   | 1895         | 4               | Onychomyrmex hedleyi     | Onychomyrmex hedleyi     | [ 24 ]        |
| Prionopelta                                                     | Mayr                    | 1866         | 22              | Prionopelta punctulata   | Prionopelta punctulata   | [ 25 ]        |
| Stigmatomma                                                     | Roger                   | 1859         | 54              | Stigmatomma denticulatum | Stigmatomma denticulatum | [ 26 ]        |
| Xymmer                                                          | Santschi                | 1914         | 1               | Stigmatomma muticum      | Xymmer muticus           | [ 27 ]        |

### Aneuretinae
Subfamília Aneuretinae representa 1 gênero existente e 8 gêneros fósseis classificados pelo entomologista italiano Carlo Emery em 1913. Apenas uma única espécie desta subfamília existe, a formiga Aneuretus simoni, endêmica do Sri Lanka.
| Subfamília Aneuretinae Emery, 1913 – 9 gêneros, 12 espécies |                      |              |                 |                            |                          |        |
| Gênero                                                      | Autoridade binomial  | Classificado | No. de espécies | Espécie-tipo               | Imagem de exemplo        | Ref(s) |
| ----------------------------------------------------------- | -------------------- | ------------ | --------------- | -------------------------- | ------------------------ | ------ |
| †Aneuretellus                                               | Dlussky              | 1988         | 1               | †Aneuretellus deformis     | —                        | [ 30 ] |
| Aneuretus                                                   | Emery                | 1893         | 1               | Aneuretus simoni           | Aneuretus simoni         | [ 31 ] |
| †Britaneuretus                                              | Dlussky & Perfilieva | 2014         | 1               | †Britaneuretus anglicus    | —                        | [ 32 ] |
| †Burmomyrma                                                 | Dlussky              | 1996         | 1               | †Burmomyrma rossi          | †Burmomyrma rossi        | [ 33 ] |
| †Cananeuretus                                               | Engel & Grimaldi     | 2005         | 1               | †Cananeuretus occidentalis | —                        | [ 34 ] |
| †Mianeuretus                                                | Carpenter            | 1930         | 2               | †Mianeuretus mirabilis     | †Mianeuretus mirabilis   | [ 5 ]  |
| †Paraneuretus                                               | Wheeler              | 1915         | 3               | †Paraneuretus tornquisti   | †Paraneuretus tornquisti | [ 9 ]  |
| †Pityomyrmex                                                | Wheeler              | 1915         | 1               | †Pityomyrmex tornquisti    | †Pityomyrmex tornquisti  | [ 9 ]  |
| †Protaneuretus                                              | Wheeler              | 1915         | 1               | †Protaneuretus succineus   | †Protaneuretus succineus | [ 9 ]  |

### Apomyrminae
A subfamília Apomyrminae contém um único gênero Apomyrma que possui apenas uma espécie, a rara formiga subterrânea Apomyrma stygia da África Ocidental. Sabe-se da existência de várias espécies não descritas, todas da África tropical.
| Subfamília Apomyrminae Dlussky & Fedoseeva, 1988 – 1 gênero, 1 espécie |                          |              |                 |                 |                   |        |
| Gênero                                                                 | Autoridade binomial      | Classificado | No. de espécies | Espécie-tipo    | Imagem de exemplo | Ref(s) |
| ---------------------------------------------------------------------- | ------------------------ | ------------ | --------------- | --------------- | ----------------- | ------ |
| Apomyrma                                                               | Brown, Gotwald & Levieux | 1970         | 1               | Apomyrma stygia | Apomyrma stygia   | [ 37 ] |

### Brownimeciinae
A subfamília Brownimeciinae contém um único gênero Brownimecia que possui apenas uma espécie, Brownimecia clavata. Foi descrito em 1997 depois que um espécime fossilizado foi coletado do âmbar do Cretáceo em Nova Jersey, e foi inicialmente colocado na subfamília Ponerinae. A espécie foi posteriormente classificada em sua própria subfamília em 2003 por Barry Bolton.
| Subfamília †Brownimeciinae Bolton, 2003 – 1 gênero, 1 espécie |                              |              |                 |                      |                      |        |
| Gênero                                                        | Autoridade binomial          | Classificado | No. de espécies | Espécie-tipo         | Imagem de exemplo    | Ref(s) |
| ------------------------------------------------------------- | ---------------------------- | ------------ | --------------- | -------------------- | -------------------- | ------ |
| †Brownimecia                                                  | Grimaldi, Agosti & Carpenter | 1997         | 1               | †Brownimecia clavata | †Brownimecia clavata | [ 38 ] |

### Dolichoderinae
A subfamília Dolichoderinae foi classificada por Auguste-Henri Forel em 1878, que representa 28 gêneros existentes e 20 gêneros fósseis. A subfamília apresenta grande diversidade de espécies em todo o mundo, principalmente nos trópicos. A maioria das espécies são necrófagas, mas algumas são predadoras.
| Subfamília Dolichoderinae Forel, 1878 – 48 gêneros, 843 espécies |                           |              |                 |                                |                                |               |
| Gênero                                                           | Autoridade binomial       | Classificado | No. de espécies | Espécie-tipo                   | Example image                  | Ref(s)        |
| ---------------------------------------------------------------- | ------------------------- | ------------ | --------------- | ------------------------------ | ------------------------------ | ------------- |
| †Alloiomma                                                       | Zhang                     | 1989         | 2               | †Alloiomma changweiensis       | —                              | [ 43 ]        |
| Anillidris                                                       | Santschi                  | 1936         | 1               | Anillidris bruchi              | Anillidris bruchi              | [ 44 ]        |
| Anonychomyrma                                                    | Donisthorpe               | 1947         | 26              | Anonychomyrma myrmex           | Anonychomyrma gilberti         | [ 45 ]        |
| Aptinoma                                                         | Fisher                    | 2009         | 2               | Aptinoma mangabe               | Aptinoma mangabe               | [ 46 ]        |
| Arnoldius                                                        | Dubovikoff                | 2005         | 3               | Bothriomyrmex flavus           | Arnoldius flavus               | [ 47 ]        |
| †Asymphylomyrmex                                                 | Wheeler                   | 1915         | 1               | †Asymphylomyrmex balticus      | †Asymphylomyrmex balticus      | [ 9 ]         |
| Axinidris                                                        | Weber                     | 1941         | 21              | Axinidris acholli              | Axinidris acholli              | [ 48 ]        |
| Azteca                                                           | Forel                     | 1878         | 86              | Liometopum xanthochroum        | Azteca xanthochroum            | [ 49 ]        |
| Bothriomyrmex                                                    | Emery                     | 1869         | 24              | Bothriomyrmex costae           | Bothriomyrmex costae           | [ 50 ]        |
| †Chronomyrmex                                                    | McKellar, Glasier & Engel | 2013         | 1               | †Chronomyrmex medicinehatensis | †Chronomyrmex medicinehatensis | [ 51 ]        |
| Chronoxenus                                                      | Santschi                  | 1919         | 6               | Bothriomyrmex myops            | Chronoxenus myops              | [ 52 ]        |
| †Ctenobethylus                                                   | Brues                     | 1939         | 1               | †Ctenobethylus succinalis      | †Ctenobethylus goepperti       | [ 53 ]        |
| Doleromyrma                                                      | Forel                     | 1907         | 2               | Tapinoma darwinianum           | Doleromyrma darwiniana         | [ 54 ]        |
| Dolichoderus                                                     | Lund                      | 1831         | 181             | Formica attelaboides           | Dolichoderus attelaboides      | [ 55 ]        |
| Dorymyrmex                                                       | Mayr                      | 1866         | 60              | Dorymyrmex flavescens          | Dorymyrmex flavescens          | [ 25 ]        |
| Ecphorella                                                       | Forel                     | 1909         | 1               | Tapinoma wellmani              | Ecphorella wellmani            | [ 56 ]        |
| †Elaeomyrmex                                                     | Carpenter                 | 1930         | 2               | †Elaeomyrmex gracilis          | †Elaeomyrmex gracilis          | [ 5 ]         |
| †Elaphrodites                                                    | Zhang                     | 1989         | 2               | †Elaphrodites scutulatus       | —                              | [ 43 ]        |
| †Eldermyrmex                                                     | Heterick & Shattuck       | 2011         | 1               | †Iridomyrmex oblongiceps       | †Eldermyrmex oblongiceps       | [ 57 ]        |
| †Emplastus                                                       | Donisthorpe               | 1920         | 12              | †Emplastus emeryi              | †Emplastus britannicus         | [ 58 ]        |
| †Eotapinoma                                                      | Dlussky                   | 1988         | 3               | †Eotapinoma gracilis           | —                              | [ 30 ]        |
| †Eurymyrmex                                                      | Zhang, Sun & Zhang        | 1994         | 1               | †Eurymyrmex geologicus         | —                              | [ 59 ]        |
| Forelius                                                         | Emery                     | 1888         | 18              | Iridomyrmex mccooki            | Forelius mccooki               | [ 60 ]        |
| Froggattella                                                     | Forel                     | 1902         | 2               | Acantholepis kirbii            | Froggattella kirbii            | [ 61 ]        |
| Gracilidris                                                      | Wild & Cuezzo             | 2006         | 2               | Gracilidris pombero            | Gracilidris pombero            | [ 62 ]        |
| Iridomyrmex                                                      | Mayr                      | 1862         | 84              | Formica detecta                | Iridomyrmex purpureus          | [ 22 ] [ 63 ] |
| †Kotshkorkia                                                     | Dlussky                   | 1981         | 1               | †Kotshkorkia laticeps          | —                              | [ 64 ]        |
| †Ktunaxia                                                        | Lapolla & Greenwalt       | 2015         | 1               | †Ktunaxia jucunda              | †Ktunaxia jucunda              | [ 65 ]        |
| Leptomyrmex                                                      | Mayr                      | 1862         | 29              | Formica erythrocephala         | Leptomyrmex erythrocephalus    | [ 63 ]        |
| †Leptomyrmula                                                    | Emery                     | 1913         | 1               | †Leptomyrmula maravignae       | †Leptomyrmula maravignae       | [ 66 ]        |
| Linepithema                                                      | Mayr                      | 1866         | 20              | Linepithema fuscum             | Linepithema fuscum             | [ 25 ]        |
| Liometopum                                                       | Mayr                      | 1861         | 28              | Liometopum microcephalum       | Liometopum microcephalum       | [ 67 ]        |
| Loweriella                                                       | Shattuck                  | 1992         | 1               | Loweriella boltoni             | Loweriella boltoni             | [ 68 ]        |
| †Miomyrmex                                                       | Carpenter                 | 1930         | 2               | †Miomyrmex impactus            | †Miomyrmex impactus            | [ 5 ]         |
| Nebothriomyrmex                                                  | Dubovikov                 | 2004         | 1               | Nebothriomyrmex majeri         | Nebothriomyrmex majeri         | [ 69 ]        |
| Ochetellus                                                       | Shattuck                  | 1992         | 7               | Ochetellus glaber              | Ochetellus glaber              | [ 70 ]        |
| Papyrius                                                         | Shattuck                  | 1992         | 2               | Papyrius nitidus               | Papyrius nitidus               | [ 70 ]        |
| †Petraeomyrmex                                                   | Carpenter                 | 1930         | 1               | †Petraeomyrmex minimus         | †Petraeomyrmex minimus         | [ 5 ]         |
| Philidris                                                        | Shattuck                  | 1992         | 9               | Philidris cordata              | Philidris cordata              | [ 70 ]        |
| †Proiridomyrmex                                                  | Dlussky & Rasnitsyn       | 2003         | 2               | †Proiridomyrmex vetulus        | †Proiridomyrmex rotundatus     | [ 65 ]        |
| †Protazteca                                                      | Carpenter                 | 1930         | 5               | †Protazteca elongata           | †Protazteca elongata           | [ 5 ]         |
| Ravavy                                                           | Fisher                    | 2009         | 1               | Ravavy miafina                 | Ravavy miafina                 | [ 46 ]        |
| Tapinoma                                                         | Förster                   | 1850         | 74              | Tapinoma erraticum             | Tapinoma erraticum             | [ 71 ]        |
| Technomyrmex                                                     | Mayr                      | 1872         | 97              | Technomyrmex strenuus          | Technomyrmex strenuus          | [ 72 ]        |
| Turneria                                                         | Forel                     | 1895         | 8               | Turneria bidentata             | Turneria bidentata             | [ 73 ]        |
| †Usomyrma                                                        | Dlussky et al.            | 2014         | 1               | †Usomyrma mirabilis            | †Usomyrma mirabilis            | [ 74 ]        |
| †Yantaromyrmex                                                   | Dlussky & Dubovikoff      | 2013         | 5               | †Yantaromyrmex geinitzi        | †Yantaromyrmex geinitzi        | [ 75 ]        |
| †Zherichinius                                                    | Dlussky                   | 1988         | 2               | †Zherichinius horribilis       | †Zherichinius horribilis       | [ 30 ]        |

### Dorylinae
A subfamília Dorylinae foi classificada por Leach em 1815, que representa 27 gêneros existentes e 1 gênero fóssil. Muitas espécies de formigas desta subfamília são conhecidas como formigas-correição, distribuídas no Velho e no Novo Mundo.
| Subfamília Dorylinae Leach, 1815 – 28 gêneros, 693 espécies |                     |              |                 |                             |                             |               |
| Gênero                                                      | Autoridade binomial | Classificado | No. de espécies | Espécie-tipo                | Imagem de exemplo           | Ref(s)        |
| ----------------------------------------------------------- | ------------------- | ------------ | --------------- | --------------------------- | --------------------------- | ------------- |
| Acanthostichus                                              | Mayr                | 1887         | 24              | Acanthostichus serratulus   | Acanthostichus serratulus   | [ 79 ]        |
| Aenictogiton                                                | Emery               | 1901         | 7               | Aenictogiton fossiceps      | Aenictogiton fossiceps      | [ 80 ]        |
| Aenictus                                                    | Shuckard            | 1840         | 184             | Aenictus ambiguus           | Aenictus ambiguus           | [ 81 ]        |
| Cerapachys                                                  | Smith               | 1857         | 5               | Cerapachys antennatus       | Cerapachys antennatus       | [ 22 ] [ 82 ] |
| Cheliomyrmex                                                | Mayr                | 1870         | 4               | Cheliomyrmex morosus        | Cheliomyrmex morosus        | [ 83 ]        |
| Chrysapace                                                  | Crawley             | 1924         | 3               | Chrysapace jacobsonii       | Chrysapace jacobsonii       | [ 84 ]        |
| Cylindromyrmex                                              | Mayr                | 1870         | 13              | Cylindromyrmex striatus     | Cylindromyrmex striatus     | [ 83 ]        |
| Dorylus                                                     | Fabricius           | 1793         | 60              | Dorylus helvolus            | Dorylus helvolus            | [ 85 ]        |
| Eburopone                                                   | Borowiec            | 2016         | 1               | Cerapachys wroughtoni       | Eburopone wroughtoni        | [ 77 ]        |
| Eciton                                                      | Latreille           | 1804         | 12              | Eciton hamatum              | Eciton hamatum              | [ 86 ] [ 87 ] |
| Eusphinctus                                                 | Emery               | 1893         | 2               | Eusphinctus furcatus        | Eusphinctus furcatus        | [ 31 ]        |
| Labidus                                                     | Jurine              | 1807         | 7               | Labidus coecus              | Labidus coecus              | [ 88 ]        |
| Leptanilloides                                              | Mann                | 1923         | 19              | Leptanilloides biconstricta | Leptanilloides biconstricta | [ 89 ]        |
| Lioponera                                                   | Mayr                | 1879         | 73              | Lioponera longitarsus       | Lioponera longitarsus       | [ 90 ]        |
| Lividopone                                                  | Bolton & Fisher     | 2016         | 1               | Cerapachys lividus          | Lividopone livida           | [ 91 ]        |
| Neivamyrmex                                                 | Borgmeier           | 1940         | 128             | Neivamyrmex nigrescens      | Neivamyrmex nigrescens      | [ 92 ]        |
| Neocerapachys                                               | Borowiec            | 2016         | 2               | Cerapachys neotropicus      | Neocerapachys neotropicus   | [ 77 ]        |
| Nomamyrmex                                                  | Borgmeier           | 1936         | 2               | Nomamyrmex esenbeckii       | Nomamyrmex esenbeckii       | [ 93 ]        |
| Ooceraea                                                    | Roger               | 1862         | 11              | Ooceraea fragosa            | Ooceraea fragosa            | [ 23 ]        |
| Parasyscia                                                  | Emery, in André     | 1882         | 50              | Parasyscia piochardi        | Parasyscia piochardi        | [ 94 ]        |
| †Procerapachys                                              | Wheeler             | 1915         | 3               | †Procerapachys annosus      | †Procerapachys annosus      | [ 9 ]         |
| Simopone                                                    | Forel               | 1891         | 39              | Simopone grandidieri        | Simopone grandidieri        | [ 95 ]        |
| Sphinctomyrmex                                              | Mayr                | 1866         | 3               | Sphinctomyrmex stali        | Sphinctomyrmex stali        | [ 96 ]        |
| Syscia                                                      | Roger               | 1861         | 5               | Syscia typhla               | Syscia typhla               | [ 21 ]        |
| Tanipone                                                    | Bolton & Fisher     | 2012         | 10              | Tanipone hirsuta            | Tanipone hirsuta            | [ 97 ]        |
| Vicinopone                                                  | Bolton & Fisher     | 2012         | 1               | Vicinopone conciliatrix     | Vicinopone conciliatrix     | [ 97 ]        |
| Yunodorylus                                                 | Xu                  | 2000         | 4               | Yunodorylus sexspinus       | Yunodorylus sexspinus       | [ 98 ]        |
| Zasphinctus                                                 | Wheeler             | 1918         | 20              | Sphinctomyrmex turneri      | Zasphinctus turneri         | [ 99 ]        |

### Ectatomminae
A subfamília Ectatomminae representa 4 gêneros existentes e 3 gêneros fósseis, classificados em 1895 por Carlo Emery. Estão distribuídos em climas tropicais e quentes no Velho e no Novo Mundo, bem como nas regiões indo-australianas.
| Subfamília Ectatomminae Emery, 1895 – 7 gêneros, 278 espécies |                     |              |                 |                          |                          |                 |
| Gênero                                                        | Autoridade binomial | Classificado | No. de espécies | Espécie-tipo             | Imagem de exemplo        | Ref(s)          |
| ------------------------------------------------------------- | ------------------- | ------------ | --------------- | ------------------------ | ------------------------ | --------------- |
| †Canapone                                                     | Dlussky             | 1999         | 1               | †Canapone dentata        | —                        | [ 101 ]         |
| Ectatomma                                                     | Smith               | 1858         | 16              | Ectatomma tuberculatum   | Ectatomma tuberculatum   | [ 22 ] [ 102 ]  |
| †Electroponera                                                | Wheeler             | 1915         | 1               | †Electroponera dubia     | †Electroponera dubia     | [ 9 ]           |
| Gnamptogenys                                                  | Roger               | 1863         | 143             | Gnamptogenys sulcata     | Gnamptogenys sulcata     | [ 103 ] [ 104 ] |
| †Pseudectatomma                                               | Dlussky & Wedman    | 2012         | 2               | †Pseudectatomma eocenica | †Pseudectatomma eocenica | [ 13 ]          |
| Rhytidoponera                                                 | Mayr                | 1862         | 108             | Rhytidoponera araneoides | Rhytidoponera araneoides | [ 63 ] [ 104 ]  |
| Typhlomyrmex                                                  | Mayr                | 1862         | 7               | Scyphodon anomalum       | Scyphodon anomalum       | [ 63 ]          |

### Formiciinae
A subfamília Formiciinae representa 1 gênero extinto de formigas que data do Eoceno. As formigas do gênero Titanomyrma são as maiores já conhecidas, com espécimes da rainha do tamanho de pequenos beija-flores. Os fósseis foram coletados no estado de Wyoming nos Estados Unidos e na Alemanha.
| Subfamília †Formiciinae Lutz, 1986 – 2 gêneros, 6 espécies |                                          |              |                 |                       |                       |         |
| Gênero                                                     | Autoridade binomial                      | Classificado | No. de espécies | Espécie-tipo          | Imagem de exemplo     | Ref(s)  |
| ---------------------------------------------------------- | ---------------------------------------- | ------------ | --------------- | --------------------- | --------------------- | ------- |
| †Formicium                                                 | Westwood                                 | 1854         | 3               | Nenhum                | —                     | [ 109 ] |
| †Titanomyrma                                               | Archibald, Johnson, Mathewes & Greenwood | 2011         | 3               | †Titanomyrma gigantea | †Titanomyrma gigantea | [ 106 ] |

### Formicinae
A subfamília Formicinae representa 51 gêneros existentes e 30 gêneros fósseis que estão globalmente distribuídos. Classificado pelo zoólogo francês Pierre André Latreille em 1809, a subfamília possui mais de 3.000 espécies descritas, colocando-a como a segunda maior subfamília de formigas. Apesar disso, o hiperdiverso gênero Camponotus é o grupo de formigas mais diverso do mundo, com mais de 1.100 espécies descritas.
| Subfamília Formicinae Latreille, 1809 – 82 gêneros, 3.243 espécies |                         |              |                 |                                |                                |                 |
| Gênero                                                             | Autoridade binomial     | Classificado | No. de espécies | Espécie-tipo                   | Imagem de exemplo              | Ref(s)          |
| ------------------------------------------------------------------ | ----------------------- | ------------ | --------------- | ------------------------------ | ------------------------------ | --------------- |
| Acropyga                                                           | Roger                   | 1862         | 41              | Acropyga acutiventris          | Acropyga acutiventris          | [ 23 ]          |
| Agraulomyrmex                                                      | Prins                   | 1983         | 2               | Agraulomyrmex meridionalis     | Agraulomyrmex meridionalis     | [ 112 ]         |
| Alloformica                                                        | Dlussky                 | 1969         | 4               | Alloformica aberrans           | Alloformica aberrans           | [ 113 ]         |
| Anoplolepis                                                        | Santschi                | 1914         | 9               | Anoplolepis gracilipes         | Anoplolepis gracilipes         | [ 114 ]         |
| Aphomomyrmex                                                       | Emery                   | 1899         | 1               | Aphomomyrmex afer              | Aphomomyrmex afer              | [ 115 ]         |
| †Attopsis                                                          | Heer                    | 1850         | 1               | †Attopsis longipennis          | Attopsis longipennis           | [ 116 ]         |
| Bajcaridris                                                        | Agosti                  | 1994         | 3               | Bajcaridris theryi             | Bajcaridris theryi             | [ 117 ]         |
| Brachymyrmex                                                       | Mayr                    | 1868         | 44              | Brachymyrmex patagonicus       | Brachymyrmex patagonicus       | [ 118 ]         |
| Bregmatomyrma                                                      | Wheeler                 | 1929         | 1               | Bregmatomyrma carnosa          | Bregmatomyrma carnosa          | [ 119 ]         |
| Calomyrmex                                                         | Emery                   | 1895         | 9               | Calomyrmex laevissimus         | Calomyrmex laevissimus         | [ 120 ]         |
| †Camponotites                                                      | Steinbach               | 1967         | 5               | †Camponotites silvestris       | †Camponotites silvestris       | [ 121 ]         |
| Camponotus                                                         | Mayr                    | 1861         | 1131            | Camponotus ligniperda          | Camponotus ligniperda          | [ 22 ] [ 67 ]   |
| Cataglyphis                                                        | Förster                 | 1850         | 91              | Cataglyphis bicolor            | Cataglyphis bicolor            | [ 122 ]         |
| †Cataglyphoides                                                    | Dlussky                 | 2008         | 2               | †Cataglyphoides constrictus    | †Cataglyphoides constrictus    | [ 123 ]         |
| †Chimaeromyrma                                                     | Dlussky                 | 1988         | 1               | †Chimaeromyrma brachycephala   | —                              | [ 30 ]          |
| Cladomyrma                                                         | Wheeler                 | 1920         | 13              | Cladomyrma hewitti             | Cladomyrma hewitti             | [ 124 ]         |
| †Conoformica                                                       | Dlussky                 | 2008         | 1               | †Conoformica bitterfeldiana    | —                              | [ 123 ]         |
| †Curtipalpulus                                                     | Hong                    | 2002         | 1               | †Curtipalpulus eocenicus       | —                              | [ 125 ]         |
| Dinomyrmex                                                         | Ashmead                 | 1905         | 1               | Formica gigas                  | —                              | [ 126 ]         |
| †Drymomyrmex                                                       | Wheeler                 | 1915         | 2               | †Drymomyrmex fuscipennis       | †Drymomyrmex fuscipennis       | [ 9 ]           |
| Echinopla                                                          | Smith                   | 1857         | 33              | Echinopla melanarctos          | Echinopla melanarctos          | [ 82 ] [ 127 ]  |
| †Eoleptocerites                                                    | Hong                    | 2002         | 2               | †Eoleptocerites chinensis      | —                              | [ 125 ]         |
| Euprenolepis                                                       | Emery                   | 1906         | 8               | Euprenolepis procera           | Euprenolepis procera           | [ 128 ]         |
| †Eurytarsites                                                      | Hong                    | 2002         | 1               | †Eurytarsites fushunensisa     | —                              | [ 125 ]         |
| Formica                                                            | Linnaeus                | 1758         | 234             | Formica rufa                   | Formica rufa                   | [ 129 ]         |
| †Fushuniformica                                                    | Hong                    | 2002         | 1               | †Fushuniformica spinata        | —                              | [ 125 ]         |
| Gesomyrmex                                                         | Mayr                    | 1868         | 17              | †Gesomyrmex hoernesi           | †Gesomyrmex hoernesi           | [ 130 ]         |
| Gigantiops                                                         | Roger                   | 1863         | 1               | Gigantiops destructor          | Gigantiops destructor          | [ 131 ]         |
| †Glaphyromyrmex                                                    | Wheeler                 | 1915         | 1               | †Glaphyromyrmex oligocenicus   | †Glaphyromyrmex oligocenicus   | [ 9 ]           |
| †Heeridris                                                         | Dlussky & Putyatina     | 2014         | 1               | †Heeridris croaticus           | —                              | [ 132 ]         |
| †Huaxiaformica                                                     | Hong                    | 2002         | 1               | †Huaxiaformica mallepetiolata  | —                              | [ 125 ]         |
| Iberoformica                                                       | Tinaut                  | 1990         | 2               | Iberoformica subrufa           | Iberoformica subrufa           | [ 133 ]         |
| †Imhoffia                                                          | Heer                    | 1850         | 2               | †Imhoffia nigra                | —                              | [ 116 ]         |
| †Kyromyrma                                                         | Grimaldi & Agosti       | 2000         | 1               | †Kyromyrma neffi               | †Kyromyrma neffi               | [ 134 ]         |
| Lasiophanes                                                        | Emery                   | 1895         | 6               | Lasiophanes atriventris        | Lasiophanes atriventris        | [ 135 ]         |
| Lasius                                                             | Fabricius               | 1804         | 134             | †Formica nigra                 | †Formica nigra                 | [ 136 ]         |
| Lepisiota                                                          | Santschi                | 1926         | 81              | Lepisiota rothneyi             | Lepisiota rothneyi             | [ 137 ]         |
| †Leptogasteritus                                                   | Hong                    | 2002         | 1               | †Leptogasteritus capricornutes | —                              | [ 125 ]         |
| †Leucotaphus                                                       | Donisthorpe             | 1920         | 2               | †Leucotaphus gurnetensiss      | †Leucotaphus gurnetensiss      | [ 58 ]          |
| †Liaoformica                                                       | Hong                    | 2002         | 1               | †Liaoformica longipetiolata    | —                              | [ 125 ]         |
| †Longiformica                                                      | Hong                    | 2002         | 2               | †Longiformica dongzhouheensis  | —                              | [ 125 ]         |
| †Magnogasterites                                                   | Hong                    | 2002         | 1               | †Magnogasterites curticornutus | —                              | [ 125 ]         |
| Melophorus                                                         | Lubbock                 | 1883         | 23              | Melophorus bagoti              | Melophorus bagoti              | [ 138 ]         |
| Myrmecocystus                                                      | Wesmael                 | 1838         | 29              | Myrmecocystus mexicanus        | Myrmecocystus mexicanus        | [ 139 ]         |
| Myrmecorhynchus                                                    | André                   | 1896         | 3               | Myrmecorhynchus emeryi         | Myrmecorhynchus emeryi         | [ 140 ]         |
| Myrmelachista                                                      | Roger                   | 1863         | 56              | Myrmelachista kraatzii         | Myrmelachista kraatzii         | [ 103 ]         |
| Myrmoteras                                                         | Forel                   | 1893         | 41              | Myrmoteras binghamii           | Myrmoteras binghamii           | [ 141 ]         |
| Notoncus                                                           | Emery                   | 1895         | 6               | Notoncus ectatommoide          | Notoncus ectatommoide          | [ 24 ]          |
| Notostigma                                                         | Emery                   | 1920         | 2               | Notostigma carazzii            | Notostigma carazzii            | [ 142 ]         |
| Nylanderia                                                         | Emery                   | 1906         | 110             | Nylanderia vividula            | Nylanderia vividula            | [ 128 ]         |
| Oecophylla                                                         | Smith                   | 1860         | 15              | Oecophylla smaragdina          | Oecophylla smaragdina          | [ 143 ]         |
| Opisthopsis                                                        | Dalla Torre             | 1893         | 13              | Myrmecopsis respiciens         | Opisthopsis respiciens         |                 |
| †Orbicapitia                                                       | Hong                    | 2002         | 1               | †Orbicapitia reticulata        | —                              | [ 125 ]         |
| †Ovalicapito                                                       | Hong                    | 2002         | 1               | †Ovalicapito fushunensis       | —                              | [ 125 ]         |
| †Ovaligastrula                                                     | Hong                    | 2002         | 1               | †Ovaligastrula xilutianensis   | —                              | [ 125 ]         |
| Overbeckia                                                         | Viehmeyer               | 1916         | 1               | Overbeckia subclavata          | Overbeckia subclavata          | [ 144 ]         |
| Paraparatrechina                                                   | Donisthorpe             | 1947         | 36              | Paratrechina pallida           | Paraparatrechina pallida       | [ 145 ]         |
| Paratrechina                                                       | Motschoulsky            | 1863         | 5               | Paratrechina currens           | Paratrechina longicornis       | [ 127 ] [ 146 ] |
| Petalomyrmex                                                       | Snelling                | 1979         | 1               | Petalomyrmex phylax            | Petalomyrmex phylax            | [ 147 ]         |
| Plagiolepis                                                        | Mayr                    | 1861         | 72              | Formica pygmaea                | Plagiolepis pygmaea            | [ 67 ]          |
| Polyergus                                                          | Latreille               | 1804         | 14              | Formica rufescens              | Polyergus rufescens            | [ 86 ]          |
| Polyrhachis                                                        | Smith                   | 1857         | 698             | Formica bihamata               | Polyrhachis bihamata           | [ 82 ]          |
| Prenolepis                                                         | Mayr                    | 1861         | 17              | Tapinoma nitens                | Prenolepis nitens              | [ 22 ] [ 67 ]   |
| †Prodimorphomyrmex                                                 | Wheeler                 | 1915         | 1               | †Prodimorphomyrmex primigenius | †Prodimorphomyrmex primigenius | [ 9 ]           |
| Proformica                                                         | Ruzsky                  | 1902         | 25              | Formica nasuta                 | Proformica nasuta              | [ 148 ]         |
| Prolasius                                                          | Forel                   | 1892         | 19              | Formica advena                 | Prolasius advena               | [ 149 ]         |
| †Protoformica                                                      | Dlussky                 | 1967         | 1               | †Formica proformicoides        | —                              | [ 150 ]         |
| †Protrechina                                                       | Wilson                  | 1985         | 1               | †Protrechina carpenteri        | †Protrechina carpenteri        | [ 151 ]         |
| †Pseudocamponotus                                                  | Carpenter               | 1930         | 1               | †Pseudocamponotus elkoanus     | †Pseudocamponotus elkoanus     | [ 5 ]           |
| Pseudolasius                                                       | Emery                   | 1887         | 50              | Formica familiaris             | Pseudolasius familiaris        | [ 22 ] [ 152 ]  |
| Pseudonotoncus                                                     | Clark                   | 1934         | 2               | Pseudonotoncus hirsutus        | Pseudonotoncus hirsutus        | [ 153 ]         |
| Rossomyrmex                                                        | Arnol'di                | 1928         | 4               | Rossomyrmex proformicarum      | Rossomyrmex proformicarum      | [ 154 ]         |
| Santschiella                                                       | Forel                   | 1916         | 1               | Santschiella kohli             | Santschiella kohli             | [ 155 ]         |
| †Sicilomyrmex                                                      | Wheeler                 | 1915         | 1               | †Gesomyrmex corniger           | †Sicilomyrmex corniger         | [ 9 ]           |
| †Sinoformica                                                       | Hong                    | 2002         | 1               | †Sinoformica longicapitata     | —                              | [ 125 ]         |
| †Sinotenuicapito                                                   | Hong                    | 2002         | 1               | †Sinotenuicapito badis         | —                              | [ 125 ]         |
| Stigmacros                                                         | Forel                   | 1905         | 49              | Acantholepis froggatti         | Stigmacros froggatti           | [ 156 ]         |
| Tapinolepis                                                        | Emery                   | 1925         | 14              | Plagiolepis tumidula           | Tapinolepis tumidula           | [ 157 ]         |
| Teratomyrmex                                                       | McAreavey               | 1957         | 3               | Teratomyrmex greavesi          | Teratomyrmex greavesi          | [ 158 ]         |
| †Wilsonia                                                          | Hong                    | 2002         | 2               | †Wilsonia megagastrosa         | —                              | [ 125 ]         |
| Zatania                                                            | LaPolla, Kallal & Brady | 2012         | 6               | Paratrechina cisipa            | Zatania albimaculata           | [ 159 ]         |

### Haidomyrmecinae
A subfamília Haidomyrmecinae contém 9 gêneros fósseis descritos de âmbares do Cretáceo. A subfamília foi anteriormente tratada como a tribo Haidomyrmecini e colocada dentro de Sphecomyrminae. A tribo foi elevada à categoria de subfamília em 2020.
| Subfamília Haidomyrmecinae Bolton, 2003 – 9 gêneros, 13 espécies |                           |              |                 |                              |                            |         |
| Gênero                                                           | Autoridade binomial       | Classificado | No. de espécies | Espécie-tipo                 | Imagem de exemplo          | Ref(s)  |
| ---------------------------------------------------------------- | ------------------------- | ------------ | --------------- | ---------------------------- | -------------------------- | ------- |
| †Aquilomyrmex                                                    | Perrichot et al.          | 2020         | 1               | †Aquilomyrmex huangi         | Aquilomyrmex huangi        | [ 160 ] |
| †Ceratomyrmex                                                    | Perrichot, Wang & Engel   | 2016         | 1               | †Ceratomyrmex ellenbergeri   | †Ceratomyrmex ellenbergeri | [ 161 ] |
| †Chonidris                                                       | Perrichot et al.          | 2020         | 1               | †Chonidris insolita          |                            | [ 160 ] |
| †Dhagnathos                                                      | Perrichot et al.          | 2020         | 1               | †Dhagnathos autokrator       |                            | [ 160 ] |
| †Haidomyrmex                                                     | Dlussky                   | 1996         | 3               | †Haidomyrmex cerberus        | †Haidomyrmex cerberus      | [ 33 ]  |
| †Haidomyrmodes                                                   | Perrichot et al.          | 2008         | 1               | †Haidomyrmodes mammuthus     | †Haidomyrmodes mammuthus   | [ 162 ] |
| †Haidoterminus                                                   | McKellar, Glasier & Engel | 2013         | 1               | †Haidoterminus cippus        | †Haidoterminus cippus      | [ 163 ] |
| †Linguamyrmex                                                    | Barden & Grimaldi         | 2017         | 3               | †Linguamyrmex vladi          | †Linguamyrmex vladi        | [ 160 ] |
| †Protoceratomyrmex                                               | Perrichot et al.          | 2020         | 1               | †Protoceratomyrmex revelatus |                            | [ 160 ] |

### Heteroponerinae
A subfamília Heteroponerinae representa 3 gêneros de formigas existentes, classificados em 2003 quando Barry Bolton dividiu a subfamília Ponerinae em 6 subfamílias. Essas formigas são conhecidas na região neotropical da América Central e Sul, enquanto a Aulacopone relicta é do Azerbaijão.
| Subfamília Heteroponerinae Bolton, 2003 – 3 gêneros, 33 espécies |                     |              |                 |                          |                          |         |
| Gênero                                                           | Autoridade binomial | Classificado | No. de espécies | Espécie-tipo             | Imagem de exemplo        | Ref(s)  |
| ---------------------------------------------------------------- | ------------------- | ------------ | --------------- | ------------------------ | ------------------------ | ------- |
| Acanthoponera                                                    | Mayr                | 1862         | 4               | Acanthoponera mucronata  | Acanthoponera mucronata  | [ 63 ]  |
| Aulacopone                                                       | Arnol'di            | 1930         | 1               | Aulacopone relicta       | Aulacopone relicta       | [ 166 ] |
| Heteroponera                                                     | Mayr                | 1887         | 28              | Heteroponera carinifrons | Heteroponera carinifrons | [ 79 ]  |

### Leptanillinae
A subfamília Leptanillinae representa 9 gêneros de formigas existentes, classificados em 1910 por Carlo Emery. São formigas subterrâneas da África, Europa e uma única espécie conhecida da Austrália. Os estudos sobre sua biologia são mínimos.
| Subfamília Leptanillinae Emery, 1910 – 9 gêneros, 64 espécies |                      |              |                 |                             |                       |         |
| Gênero                                                        | Autoridade binomial  | Classificado | No. de espécies | Espécie-tipo                | Imagem de exemplo     | Ref(s)  |
| ------------------------------------------------------------- | -------------------- | ------------ | --------------- | --------------------------- | --------------------- | ------- |
| Anomalomyrma                                                  | Bolton               | 1990         | 3               | Anomalomyrma taylori        | Anomalomyrma taylori  | [ 170 ] |
| Furcotanilla                                                  | Xu                   | 2012         | 1               | Furcotanilla furcomandibula | —                     | [ 171 ] |
| Leptanilla                                                    | Emery                | 1870         | 45              | Leptanilla revelierii       | Leptanilla revelierii | [ 172 ] |
| Noonilla                                                      | Petersen             | 1968         | 1               | Noonilla copiosa            | Noonilla copiosa      | [ 173 ] |
| Opamyrma                                                      | Yamane, Bui & Eguchi | 2008         | 1               | Opamyrma hungvuong          | Opamyrma hungvuong    | [ 174 ] |
| Phaulomyrma                                                   | Wheeler & Wheeler    | 1930         | 1               | Phaulomyrma javana          | Phaulomyrma javana    | [ 175 ] |
| Protanilla                                                    | Taylor               | 1990         | 9               | Protanilla rafflesi         | Protanilla rafflesi   | [ 170 ] |
| Scyphodon                                                     | Brues                | 1925         | 1               | Scyphodon anomalum          | Scyphodon anomalum    | [ 176 ] |
| Yavnella                                                      | Kugler               | 1987         | 2               | Yavnella argamani           | Yavnella argamani     | [ 177 ] |

### Martialinae
A subfamília Martialinae contém um único gênero que possui apenas uma espécie, Martialis heureka. A formiga foi descoberta em 2000 na floresta amazônica perto de Manaus, Brasil. Descrita em 2008, a formiga pertence à linhagem distinta mais antiga conhecida por ter divergido dos ancestrais de todas as outras formigas.
| Subfamília Martialinae Rabeling & Verhaagh, 2008 – 1 gênero, 1 espécie |                     |              |                 |                   |                   |         |
| Gênero                                                                 | Autoridade binomial | Classificado | No. de espécies | Espécie-tipo      | Imagem de exemplo | Ref(s)  |
| ---------------------------------------------------------------------- | ------------------- | ------------ | --------------- | ----------------- | ----------------- | ------- |
| Martialis                                                              | Rabeling & Verhaagh | 2008         | 1               | Martialis heureka | Martialis heureka | [ 178 ] |

### Myrmeciinae
A subfamília Myrmeciinae representa 2 gêneros existentes e 5 gêneros fósseis que foram encontrados em todo o mundo. Classificado por Carlo Emery em 1877, os gêneros existentes estão restritos à Austrália, Nova Caledônia e Nova Zelândia. O notório gênero de formigas Myrmecia é conhecido por sua agressividade e picadas venenosas, que já causaram várias mortes de pessoas.
| Subfamília Myrmeciinae Emery, 1877 – 7 gêneros, 111 espécies |                           |              |                 |                          |                               |                |
| Gênero                                                       | Autoridade binomial       | Classificado | No. de espécies | Espécie-tipo             | Imagem de exemplo             | Ref(s)         |
| ------------------------------------------------------------ | ------------------------- | ------------ | --------------- | ------------------------ | ----------------------------- | -------------- |
| †Archimyrmex                                                 | Cockerell                 | 1923         | 4               | †Archimyrmex rostratus   | †Archimyrmex rostratus        | [ 183 ]        |
| †Avitomyrmex                                                 | Archibald, Cover & Moreau | 2006         | 3               | †Avitomyrmex mastax      | —                             | [ 184 ]        |
| †Macabeemyrma                                                | Archibald, Cover & Moreau | 2006         | 1               | †Macabeemyrma ovata      | †Macabeemyrma ovata           | [ 184 ]        |
| Myrmecia                                                     | Fabricius                 | 1804         | 95              | Myrmecia gulosa          | Myrmecia gulosa               | [ 87 ] [ 136 ] |
| †Myrmeciites                                                 | Archibald, Cover & Moreau | 2006         | 0               | None                     | †Myrmeciites "incertae sedis" | [ 184 ]        |
| Nothomyrmecia                                                | Clark                     | 1934         | 1               | Nothomyrmecia macrops    | Nothomyrmecia macrops         | [ 185 ]        |
| †Prionomyrmex                                                | Mayr                      | 1868         | 3               | †Prionomyrmex longiceps  | †Prionomyrmex longiceps       | [ 130 ]        |
| †Ypresiomyrma                                                | Archibald, Cover & Moreau | 2006         | 4               | †Ypresiomyrma orbiculata | †Ypresiomyrma orbiculata      | [ 184 ]        |

### Myrmicinae
A subfamília Myrmicinae foi classificado por Lepeletier de Saint-Fargeau em 1835. Representa 142 gêneros existentes e 36 gêneros fósseis que estão distribuídos globalmente. É a maior subfamília de Formicidae, com mais de 6.758 espécies descritas. As formigas coletoras de sementes e formigas cultivadoras de fungos são bem conhecidas entre os Myrmicinae.
| Subfamília Myrmicinae Lepeletier de Saint-Fargeau, 1835 – 178 gêneros, 6.758 espécies |                                 |              |                 |                                    |                              |                 |
| Gênero                                                                                | Autoridade binomial             | Classificado | No. de espécies | Espécie-tipo                       | Imagem de exemplo            | Ref(s)          |
| ------------------------------------------------------------------------------------- | ------------------------------- | ------------ | --------------- | ---------------------------------- | ---------------------------- | --------------- |
| Acanthognathus                                                                        | Mayr                            | 1887         | 8               | Acanthognathus ocellatus           | Acanthognathus ocellatus     | [ 79 ]          |
| Acanthomyrmex                                                                         | Emery                           | 1893         | 17              | Acanthomyrmex luciolae             | Acanthomyrmex concavus       | [ 31 ]          |
| Acromyrmex                                                                            | Mayr                            | 1865         | 32              | Formica hystrix                    | Acromyrmex balzani           | [ 187 ]         |
| Adelomyrmex                                                                           | Emery                           | 1897         | 30              | Adelomyrmex biroi                  | Adelomyrmex biroi            | [ 188 ]         |
| Adlerzia                                                                              | Forel                           | 1902         | 1               | Monomorium froggatti               | Adlerzia froggatti           | [ 61 ]          |
| †Afromyrma                                                                            | Dlussky, Brothers & Rasnitsyn   | 2004         | 1               | †Afromyrma petrosa                 | —                            | [ 189 ]         |
| †Agastomyrma                                                                          | Dlussky, Rasnitsyn & Perfilieva | 2015         | 1               | †Agastomyrma laticeps              | —                            | [ 190 ]         |
| Allomerus                                                                             | Mayr                            | 1878         | 8               | Allomerus decemarticulatus         | Allomerus decemarticulatus   | [ 191 ]         |
| Ancyridris                                                                            | Wheeler                         | 1935         | 2               | Ancyridris polyrhachioides         | Ancyridris polyrhachioides   | [ 192 ]         |
| Anillomyrma                                                                           | Emery                           | 1913         | 2               | Monomorium decamerum               | Anillomyrma decamera         | [ 193 ]         |
| Aphaenogaster                                                                         | Mayr                            | 1853         | 204             | Aphaenogaster sardoa               | Aphaenogaster swammerdami    | [ 194 ]         |
| Apterostigma                                                                          | Mayr                            | 1865         | 47              | Apterostigma pilosum               | Apterostigma pilosum         | [ 187 ]         |
| Aretidris                                                                             | General                         | 2015         | 2               | Aretidris buenaventei              | Aretidris buenaventei        | [ 195 ]         |
| Atopomyrmex                                                                           | André                           | 1889         | 3               | Atopomyrmex mocquerysi             | Atopomyrmex mocquerysi       | [ 196 ]         |
| Atta                                                                                  | Fabricius                       | 1804         | 17              | Formica cephalotes                 | Atta cephalotes              | [ 136 ]         |
| †Attaichnus                                                                           | Laza                            | 1982         | 1               | None                               | —                            | [ 197 ]         |
| Austromorium                                                                          | Shattuck                        | 2009         | 2               | Xiphomyrmex flavigaster            | Austromorium flavigaster     | [ 198 ]         |
| Baracidris                                                                            | Bolton                          | 1981         | 3               | Baracidris meketra                 | Baracidris sitra             | [ 199 ]         |
| Bariamyrma                                                                            | Lattke                          | 1990         | 1               | Bariamyrma hispidula               | Bariamyrma hispidula         | [ 200 ]         |
| Basiceros                                                                             | Schulz                          | 1906         | 8               | Meranoplus singularis              | Basiceros manni              | [ 201 ]         |
| †Biamomyrma                                                                           | Dlussky, Rasnitsyn & Perfilieva | 2015         | 3               | †Biamomyrma zherikhini             | —                            | [ 190 ]         |
| †Bilobomyrma                                                                          | Radchenko & Dlussky             | 2013         | 2               | †Bilobomyrma ukrainica             | —                            | [ 202 ]         |
| Blepharidatta                                                                         | Wheeler                         | 1915         | 4               | Blepharidatta brasiliensis         | Blepharidatta brasiliensis   | [ 203 ]         |
| †Boltonidris                                                                          | Radchenko & Dlussky             | 2012         | 1               | †Boltonidris mirabilis             | —                            | [ 204 ]         |
| Bondroitia                                                                            | Forel                           | 1911         | 2               | Monomorium coecum                  | Bondroitia lujae             | [ 205 ]         |
| †Brachytarsites                                                                       | Hong                            | 2002         | 1               | †Brachytarsites dongzhouheensis    | —                            | [ 125 ]         |
| Calyptomyrmex                                                                         | Emery                           | 1887         | 37              | Calyptomyrmex beccarii             | Calyptomyrmex beccarii       | [ 152 ]         |
| Cardiocondyla                                                                         | Emery                           | 1869         | 70              | Cardiocondyla elegans              | Cardiocondyla wroughtonii    | [ 206 ]         |
| Carebara                                                                              | Westwood                        | 1840         | 212             | Carebara lignata                   | Carebara longii              | [ 207 ]         |
| Cataulacus                                                                            | Smith                           | 1853         | 68              | Cataulacus taprobanae              | Cataulacus oberthueri        | [ 208 ]         |
| †Cephalomyrmex                                                                        | Carpenter                       | 1930         | 1               | †Cephalomyrmex rotundatus          | †Cephalomyrmex rotundatus    | [ 5 ]           |
| Cephalotes                                                                            | Latreille                       | 1802         | 135             | Formica atrata                     | Cephalotes atratus           | [ 209 ]         |
| Chimaeridris                                                                          | Wilson                          | 1989         | 2               | Chimaeridris boltoni               | Chimaeridris boltoni         | [ 210 ]         |
| †Clavipetiola                                                                         | Hong                            | 2002         | 1               | †Clavipetiola asiatica             | —                            | [ 125 ]         |
| Colobostruma                                                                          | Wheeler                         | 1927         | 16              | Epopostruma leae                   | Colobostruma foliacea        | [ 211 ]         |
| Crematogaster                                                                         | Lund                            | 1831         | 496             | Formica scutellaris                | Crematogaster scutellaris    | [ 55 ]          |
| Cryptomyrmex                                                                          | Fernández                       | 2004         | 2               | Adelomyrmex longinodus             | Cryptomyrmex longinodus      | [ 212 ]         |
| Cyatta                                                                                | Sosa-Calvo et al.               | 2013         | 1               | Cyatta abscondita                  | Cyatta abscondita            | [ 213 ]         |
| Cyphoidris                                                                            | Weber                           | 1952         | 4               | Cyphoidris spinosa                 | Cyphoidris spinosa           | [ 214 ]         |
| Cyphomyrmex                                                                           | Mayr                            | 1862         | 41              | Cyphomyrmex minutus                | Cyphomyrmex minutus          | [ 63 ]          |
| Dacatria                                                                              | Rigato                          | 1994         | 1               | Dacatria templaris                 | Dacatria templaris           | [ 215 ]         |
| Dacetinops                                                                            | Brown & Wilson                  | 1957         | 7               | Dacetinops cibdelus                | Dacetinops cibdelus          | [ 216 ]         |
| Daceton                                                                               | Perty                           | 1833         | 2               | Formica armigera                   | Daceton armigerum            | [ 217 ]         |
| Diaphoromyrma                                                                         | Fernández, Delabie & Nascimento | 2009         | 1               | Diaphoromyrma sofiae               | Diaphoromyrma sofiae         | [ 218 ]         |
| Dicroaspis                                                                            | Emery                           | 1908         | 2               | Dicroaspis cryptocera              | Dicroaspis cryptocera        | [ 219 ]         |
| Dilobocondyla                                                                         | Santschi                        | 1910         | 19              | Atopomyrmex selebensis             | Dilobocondyla fouqueti       | [ 220 ]         |
| Diplomorium                                                                           | Mayr                            | 1901         | 1               | Diplomorium longipenne             | Diplomorium longipenne       | [ 221 ]         |
| Dolopomyrmex                                                                          | Cover & Deyrup                  | 2007         | 1               | Dolopomyrmex pilatus               | Dolopomyrmex pilatus         | [ 222 ]         |
| †Electromyrmex                                                                        | Wheeler                         | 1910         | 1               | †Electromyrmex klebsi              | †Electromyrmex klebsi        | [ 223 ]         |
| †Enneamerus                                                                           | Mayr                            | 1868         | 1               | †Enneamerus reticulatus            | †Enneamerus reticulatus      | [ 130 ]         |
| †Eocenidris                                                                           | Wilson                          | 1985         | 1               | †Eocenidris crassa                 | †Eocenidris crassa           | [ 151 ]         |
| †Eocenomyrma                                                                          | Dlussky & Radchenko             | 2006         | 4               | †Eocenomyrma orthospina            | †Eocenomyrma orthospina      | [ 224 ]         |
| †Eomyrmex                                                                             | Hong                            | 1974         | 1               | †Eomyrmex guchengziensis           | —                            | [ 225 ]         |
| Epelysidris                                                                           | Bolton                          | 1987         | 1               | Epelysidris brocha                 | Epelysidris brocha           | [ 226 ]         |
| Epopostruma                                                                           | Forel                           | 1895         | 19              | Strumigenys quadrispinosa          | Epopostruma natalae          | [ 73 ]          |
| Eurhopalothrix                                                                        | Brown & Kempf                   | 1961         | 53              | Rhopalothrix bolaui                | Eurhopalothrix bolaui        | [ 227 ]         |
| Eutetramorium                                                                         | Emery                           | 1899         | 3               | Eutetramorium mocquerysi           | Eutetramorium mocquerysi     | [ 228 ]         |
| †Fallomyrma                                                                           | Dlussky & Radchenko             | 2006         | 1               | †Fallomyrma transversa             | —                            | [ 229 ]         |
| Formicoxenus                                                                          | Mayr                            | 1855         | 7               | Myrmica nitidula                   | Formicoxenus nitidulus       | [ 230 ]         |
| Formosimyrma                                                                          | Terayama                        | 2009         | 1               | Formosimyrma lanuyensis            | Formosimyrma lanuyensis      | [ 231 ]         |
| †Fushunomyrmex                                                                        | Hong                            | 2002         | 1               | †Fushunomyrmex liaoningensis       | —                            | [ 125 ]         |
| Gaoligongidris                                                                        | Xu                              | 2012         | 1               | Gaoligongidris planodorsa          | —                            | [ 232 ]         |
| Gauromyrmex                                                                           | Menozzi                         | 1933         | 2               | Gauromyrmex bengakalisi            | Gauromyrmex bengakalisi      | [ 233 ]         |
| Goniomma                                                                              | Emery                           | 1895         | 8               | Aphaenogaster blanci               | Goniomma collingwoodi        | [ 234 ]         |
| Harpagoxenus                                                                          | Forel                           | 1893         | 3               | Myrmica sublaevis                  | Harpagoxenus sublaevis       | [ 235 ]         |
| Huberia                                                                               | Forel                           | 1890         | 2               | Tetramorium striatum               | Huberia striata              | [ 236 ]         |
| Hylomyrma                                                                             | Forel                           | 1912         | 13              | Pogonomyrmex columbicus            | Hylomyrma balzani            | [ 237 ]         |
| †Hypopomyrmex                                                                         | Emery                           | 1891         | 1               | †Hypopomyrmex bombiccii            | †Hypopomyrmex bombiccii      | [ 238 ]         |
| †Ilemomyrmex                                                                          | Wilson                          | 1985         | 1               | †Ilemomyrmex caecus                | †Ilemomyrmex caecus          | [ 239 ]         |
| Indomyrma                                                                             | Brown                           | 1986         | 2               | Indomyrma dasypyx                  | Indomyrma dasypyx            | [ 240 ]         |
| Ishakidris                                                                            | Bolton                          | 1984         | 1               | Ishakidris ascitaspis              | Ishakidris ascitaspis        | [ 241 ]         |
| Kalathomyrmex                                                                         | Klingenberg & Brandão           | 2009         | 1               | Myrmicocrypta emeryi               | Kalathomyrmex emeryi         | [ 242 ]         |
| Kartidris                                                                             | Bolton                          | 1991         | 6               | Kartidris nyos                     | Kartidris nyos               | [ 243 ]         |
| Kempfidris                                                                            | Fernández, Feitosa & Lattke     | 2014         | 1               | Monomorium inusuale                | Kempfidris inusualis         | [ 244 ]         |
| Lachnomyrmex                                                                          | Wheeler                         | 1910         | 16              | Lachnomyrmex scrobiculatus         | Lachnomyrmex scrobiculatus   | [ 8 ]           |
| Lasiomyrma                                                                            | Terayama & Yamane               | 2000         | 4               | Lasiomyrma gedensis                | Lasiomyrma gedensis          | [ 245 ]         |
| Lenomyrmex                                                                            | Fernández & Palacio             | 1999         | 6               | Lenomyrmex mandibularis            | Lenomyrmex colwelli          | [ 246 ]         |
| Leptothorax                                                                           | Mayr                            | 1855         | 19              | Formica acervorum                  | Leptothorax acervorum        | [ 230 ]         |
| Liomyrmex                                                                             | Mayr                            | 1865         | 1               | Myrmica caeca                      | Liomyrmex gestroi            | [ 187 ]         |
| †Lonchomyrmex                                                                         | Mayr                            | 1867         | 2               | †Lonchomyrmex freyeri              | —                            | [ 247 ]         |
| Lophomyrmex                                                                           | Emery                           | 1892         | 13              | Oecodoma quadrispinosa             | Lophomyrmex longicornis      | [ 248 ]         |
| Lordomyrma                                                                            | Emery                           | 1897         | 34              | Lordomyrma furcifera               | Lordomyrma furcifera         | [ 188 ]         |
| Malagidris                                                                            | Bolton & Fisher                 | 2014         | 6               | Aphaenogaster belti                | Malagidris belti             | [ 249 ]         |
| Manica                                                                                | Jurine                          | 1807         | 6               | Formica rubida                     | Manica rubida                | [ 88 ]          |
| Mayriella                                                                             | Forel                           | 1902         | 9               | Mayriella abstinens                | Mayriella abstinens          | [ 61 ]          |
| Megalomyrmex                                                                          | Forel                           | 1885         | 44              | Megalomyrmex leoninus              | Megalomyrmex leoninus        | [ 250 ]         |
| Melissotarsus                                                                         | Emery                           | 1877         | 4               | Melissotarsus beccarii             | Melissotarsus beccarii       | [ 251 ]         |
| Meranoplus                                                                            | Smith                           | 1853         | 90              | Cryptocerus bicolor                | Meranoplus bicolor           | [ 208 ]         |
| Mesostruma                                                                            | Brown                           | 1948         | 9               | Strumigenys turneri                | Mesostruma turneri           | [ 252 ]         |
| Messor                                                                                | Forel                           | 1890         | 110             | Formica barbara                    | Messor barbarus              | [ 253 ]         |
| Metapone                                                                              | Forel                           | 1911         | 18              | Metapone greeni                    | Metapone emersoni            | [ 254 ]         |
| Microdaceton                                                                          | Santschi                        | 1913         | 4               | Microdaceton exornatum             | Microdaceton exornatum       | [ 255 ]         |
| †Miosolenopsis                                                                        | Zhang                           | 1989         | 1               | †Miosolenopsis fossilis            | —                            | [ 43 ]          |
| Monomorium                                                                            | Mayr                            | 1855         | 372             | Monomorium monomorium              | Monomorium pharaonis         | [ 230 ]         |
| Mycetagroicus                                                                         | Brandão & Mayhé-Nunes           | 2001         | 4               | Mycetagroicus cerradensis          | Mycetagroicus cerradensis    | [ 256 ]         |
| Mycetarotes                                                                           | Emery                           | 1913         | 4               | Cyphomyrmex parallelus             | Mycetarotes parallelus       | [ 193 ]         |
| Mycetophylax                                                                          | Emery                           | 1913         | 3               | Myrmicocrypta brittoni             | Mycetophylax conformis       | [ 193 ]         |
| Mycetosoritis                                                                         | Wheeler                         | 1907         | 5               | Atta hartmanni                     | Mycetosoritis hartmanni      | [ 257 ]         |
| Mycocepurus                                                                           | Forel                           | 1893         | 6               | Atta smithii                       | Mycocepurus smithii          | [ 258 ]         |
| Myrmecina                                                                             | Curtis                          | 1829         | 51              | Myrmecina latreillii               | Myrmecina graminicola        | [ 259 ]         |
| †Myrmecites                                                                           | Dlussky & Rasnitsyn             | 2003         | 6               | †Myrmecites rotundiceps            | —                            | [ 260 ]         |
| Myrmica                                                                               | Latreille                       | 1804         | 211             | Formica rubra                      | Myrmica rubra                | [ 86 ]          |
| Myrmicaria                                                                            | Saunders                        | 1842         | 32              | Myrmicaria brunnea                 | Myrmicaria brunnea           | [ 261 ]         |
| Myrmicocrypta                                                                         | Smith                           | 1860         | 27              | Myrmicocrypta squamosa             | Myrmicocrypta squamosa       | [ 262 ]         |
| Myrmisaraka                                                                           | Bolton & Fisher                 | 2014         | 2               | Myrmisaraka producta               | Myrmisaraka producta         | [ 249 ]         |
| Nesomyrmex                                                                            | Wheeler                         | 1910         | 57              | Nesomyrmex clavipilis              | Nesomyrmex angulatus         | [ 8 ]           |
| Novomessor                                                                            | Emery                           | 1915         | 3               | Aphaenogaster cockerelli           | Novomessor cockerelli        | [ 263 ]         |
| Ochetomyrmex                                                                          | Mayr                            | 1878         | 2               | Ochetomyrmex semipolitus           | Ochetomyrmex semipolitus     | [ 191 ]         |
| Octostruma                                                                            | Forel                           | 1912         | 34              | Rhopalothrix simoni                | Octostruma iheringi          | [ 264 ]         |
| Ocymyrmex                                                                             | Emery                           | 1886         | 37              | Ocymyrmex barbiger                 | Ocymyrmex dekerus            | [ 265 ]         |
| †Orbigastrula                                                                         | Hong                            | 2002         | 1               | †Orbigastrula guchengziensis       | —                            | [ 125 ]         |
| Orectognathus                                                                         | Smith                           | 1853         | 29              | Orectognathus antennatus           | Orectognathus antennatus     | [ 208 ]         |
| Oxyepoecus                                                                            | Santschi                        | 1926         | 21              | Oxyepoecus bruchi                  | Oxyepoecus bruchi            | [ 266 ]         |
| †Oxyidris                                                                             | Wilson                          | 1985         | 1               | †Oxyidris antillana                | †Oxyidris antillana          | [ 239 ]         |
| Oxyopomyrmex                                                                          | André                           | 1881         | 12              | Oxyopomyrmex oculatus              | Oxyopomyrmex oculatus        | [ 267 ]         |
| †Parameranoplus                                                                       | Wheeler                         | 1915         | 1               | †Parameranoplus primaevus          | †Parameranoplus primaevus    | [ 9 ]           |
| Paramycetophylax                                                                      | Kusnezov                        | 1956         | 1               | Sericomyrmex bruchi                | Paramycetophylax bruchi      | [ 268 ]         |
| †Paraphaenogaster                                                                     | Dlussky                         | 1981         | 4               | †Paraphaenogaster microphthalmus   | †Paraphaenogaster hooleyana  | [ 64 ]          |
| Paratopula                                                                            | Wheeler                         | 1919         | 11              | Atopomyrmex ceylonicus             | Paratopula macta             | [ 269 ]         |
| Patagonomyrmex                                                                        | Johnson & Moreau                | 2016         | 3               | Pogonomyrmex angustus              | Patagonomyrmex angustus      | [ 270 ]         |
| Perissomyrmex                                                                         | Smith                           | 1947         | 6               | Perissomyrmex snyderi              | Perissomyrmex snyderi        | [ 271 ]         |
| Peronomyrmex                                                                          | Viehmeyer                       | 1922         | 3               | Peronomyrmex overbecki             | Peronomyrmex greavesi        | [ 272 ]         |
| Phalacromyrmex                                                                        | Kempf                           | 1960         | 1               | Phalacromyrmex fugax               | Phalacromyrmex fugax         | [ 273 ]         |
| Pheidole                                                                              | Westwood                        | 1839         | 1007            | Atta providens                     | Pheidole rhea                | [ 274 ]         |
| Pilotrochus                                                                           | Brown                           | 1978         | 1               | Pilotrochus besmerus               | Pilotrochus besmerus         | [ 275 ]         |
| †Plesiomyrmex                                                                         | Dlussky & Radchenko             | 2009         | 1               | †Plesiomyrmex tubulatus            | —                            | [ 276 ]         |
| Podomyrma                                                                             | Smith                           | 1859         | 52              | Podomyrma femorata                 | Podomyrma minor              | [ 277 ]         |
| Poecilomyrma                                                                          | Mann                            | 1921         | 2               | Poecilomyrma senirewae             | Poecilomyrma senirewae       | [ 278 ]         |
| Pogonomyrmex                                                                          | Mayr                            | 1868         | 69              | Formica badia                      | Camponotus badius            | [ 118 ]         |
| Pristomyrmex                                                                          | Mayr                            | 1866         | 60              | Pristomyrmex pungens               | Pristomyrmex punctatus       | [ 96 ]          |
| Proatta                                                                               | Forel                           | 1912         | 1               | Proatta butteli                    | Proatta butteli              | [ 279 ]         |
| Procryptocerus                                                                        | Emery                           | 1887         | 45              | Meranoplus striatus                | Procryptocerus hylaeus       | [ 152 ]         |
| Propodilobus                                                                          | Branstetter                     | 2009         | 1               | Stenamma orientale                 | Propodilobus orientale       | [ 280 ]         |
| Protalaridris                                                                         | Brown                           | 1980         | 1               | Protalaridris armata               | Protalaridris armata         | [ 281 ]         |
| †Protomyrmica                                                                         | Dlussky & Radchenko             | 2009         | 1               | †Protomyrmica atavia               | †Protomyrmica atavia         | [ 276 ]         |
| Pseudoatta                                                                            | Gallardo                        | 1916         | 1               | Pseudoatta argentina               | Pseudoatta argentina         | [ 282 ]         |
| †Quadrulicapito                                                                       | Hong                            | 2002         | 1               | †Quadrulicapito longa              | —                            | [ 125 ]         |
| †Quineangulicapito                                                                    | Hong                            | 2002         | 1               | †Quineangulicapito fushunensis     | —                            | [ 125 ]         |
| Recurvidris                                                                           | Bolton                          | 1992         | 11              | None                               | Recurvidris recurvispinosa   | [ 283 ]         |
| Rhopalomastix                                                                         | Forel                           | 1900         | 6               | Rhopalomastix rothneyi             | Rhopalomastix rothneyi       | [ 284 ]         |
| Rhopalothrix                                                                          | Mayr                            | 1870         | 16              | Rhopalothrix ciliata               | Rhopalothrix ciliata         | [ 285 ]         |
| Rogeria                                                                               | Emery                           | 1894         | 40              | Rogeria curvipubens                | Rogeria curvipubens          | [ 286 ]         |
| Romblonella                                                                           | Wheeler                         | 1935         | 9               | Romblonella grandinodis            | Romblonella opaca            | [ 192 ]         |
| Rostromyrmex                                                                          | Rosciszewski                    | 1994         | 1               | Rostromyrmex pasohensis            | Rostromyrmex pasohensis      | [ 287 ]         |
| Rotastruma                                                                            | Bolton                          | 1991         | 2               | Rotastruma recava                  | Rotastruma recava            | [ 243 ]         |
| Royidris                                                                              | Bolton & Fisher                 | 2014         | 15              | Monomorium robertsoni              | Royidris robertsoni          | [ 249 ]         |
| Secostruma                                                                            | Bolton                          | 1988         | 1               | Secostruma lethifera               | Secostruma lethifera         | [ 288 ]         |
| Sericomyrmex                                                                          | Mayr                            | 1865         | 19              | Sericomyrmex opacus                | Sericomyrmex amabilis        | [ 187 ]         |
| †Sinomyrmex                                                                           | Hong                            | 2002         | 2               | †Sinomyrmex brunneus               | —                            | [ 125 ]         |
| Solenopsis                                                                            | Westwood                        | 1840         | 205             | Solenopsis mandibularis            | Solenopsis geminata          | [ 207 ]         |
| †Solenopsites                                                                         | Dlussky & Rasnitsyn             | 2003         | 3               | †Solenopsites minutus              | †Solenopsites rossi          | [ 260 ]         |
| †Sphaerogasterites                                                                    | Hong                            | 2002         | 1               | †Sphaerogasterites longipetiolatus | —                            | [ 125 ]         |
| Stegomyrmex                                                                           | Emery                           | 1912         | 5               | Stegomyrmex connectens             | Stegomyrmex vizottoi         | [ 289 ]         |
| Stenamma                                                                              | Westwood                        | 1839         | 85              | Stenamma westwoodii                | Stenamma westwoodii          | [ 274 ]         |
| Stereomyrmex                                                                          | Emery                           | 1901         | 3               | Stereomyrmex horni                 | Stereomyrmex horni           | [ 290 ]         |
| †Stigmomyrmex                                                                         | Mayr                            | 1868         | 1               | †Stigmomyrmex venustus             | †Stigmomyrmex venustus       | [ 130 ]         |
| †Stiphromyrmex                                                                        | Wheeler                         | 1915         | 1               | †Stiphromyrmex robustus            | †Stiphromyrmex robustus      | [ 9 ]           |
| Strongylognathus                                                                      | Mayr                            | 1853         | 24              | Eciton testaceum                   | Strongylognathus testaceus   | [ 291 ] [ 292 ] |
| Strumigenys                                                                           | Smith                           | 1860         | 842             | Strumigenys mandibularis           | Strumigenys abdera           | [ 262 ]         |
| Syllophopsis                                                                          | Santschi                        | 1915         | 20              | Monomorium modestum                | Syllophopsis modesta         | [ 293 ]         |
| Talaridris                                                                            | Weber                           | 1941         | 1               | Talaridris mandibularis            | Talaridris mandibularis      | [ 48 ]          |
| Temnothorax                                                                           | Mayr                            | 1861         | 395             | Myrmica recedens                   | Temnothorax unifasciatus     | [ 67 ]          |
| Terataner                                                                             | Emery                           | 1912         | 12              | Atopomyrmex foreli                 | Terataner foreli             | [ 289 ]         |
| Tetheamyrma                                                                           | Bolton                          | 1991         | 1               | Tetheamyrma subspongia             | Tetheamyrma subspongia       | [ 243 ]         |
| Tetramorium                                                                           | Mayr                            | 1855         | 569             | Formica caespitum                  | Tetramorium caespitum        | [ 230 ]         |
| Trachymyrmex                                                                          | Forel                           | 1893         | 48              | Atta septentrionalis               | Trachymyrmex septentrionalis | [ 258 ]         |
| Tranopelta                                                                            | Mayr                            | 1866         | 2               | Tranopelta gilva                   | Tranopelta gilva             | [ 25 ]          |
| Trichomyrmex                                                                          | Mayr                            | 1865         | 18              | Trichomyrmex rogeri                | Trichomyrmex destructor      | [ 187 ]         |
| Tropidomyrmex                                                                         | Silva, Feitosa, Brandão & Diniz | 2009         | 1               | Tropidomyrmex elianae              | Tropidomyrmex elianae        | [ 294 ]         |
| Tyrannomyrmex                                                                         | Fernández                       | 2003         | 3               | Tyrannomyrmex rex                  | Tyrannomyrmex dux            | [ 295 ]         |
| Veromessor                                                                            | Forel                           | 1917         | 9               | Aphaenogaster andrei               | Veromessor andrei            | [ 296 ]         |
| Vitsika                                                                               | Bolton & Fisher                 | 2014         | 14              | Vitsika crebra                     | Vitsika crebra               | [ 249 ]         |
| Vollenhovia                                                                           | Mayr                            | 1865         | 62              | Vollenhovia punctatostriata        | Vollenhovia emeryi           | [ 187 ]         |
| Vombisidris                                                                           | Bolton                          | 1991         | 17              | Vombisidris philax                 | Vombisidris philax           | [ 243 ]         |
| Wasmannia                                                                             | Forel                           | 1893         | 11              | Tetramorium auropunctatum          | Wasmannia auropunctata       | [ 297 ]         |
| †Wumyrmex                                                                             | Hong                            | 2002         | 1               | †Wumyrmex furvis                   | —                            | [ 125 ]         |
| Xenomyrmex                                                                            | Forel                           | 1885         | 4               | Xenomyrmex stollii                 | Xenomyrmex stollii           | [ 250 ]         |
| †Zhangidris                                                                           | Bolton                          | 2003         | 1               | †Heteromyrmex atopogaster          | —                            | [ 6 ]           |

### Paraponerinae
A subfamília Paraponerinae contém um único gênero Paraponera. Este gênero possui duas espécies, uma das quais foi encontrada no âmbar na República Dominicana do Mioceno. A espécie existente, Paraponera clavata, é encontrada na América Central e Sul, e a dor de sua picada é considerada maior do que a de qualquer outra picada de inseto na terra.
| Subfamília Paraponerinae Emery, 1901 – 1 gênero, 2 espécies |                     |              |                 |                    |                    |         |
| Gênero                                                      | Autoridade binomial | Classificado | No. de espécies | Espécie-tipo       | Imagem de exemplo  | Ref(s)  |
| ----------------------------------------------------------- | ------------------- | ------------ | --------------- | ------------------ | ------------------ | ------- |
| Paraponera                                                  | Smith               | 1858         | 2               | Paraponera clavata | Paraponera clavata | [ 102 ] |

### Ponerinae
A subfamília Ponerinae foi classificado por Lepeletier de Saint-Fargeau em 1835, que representa 47 gêneros existentes e 12 gêneros fósseis. A subfamília está entre as mais diversas da família Formicidae, com mais de 1.000 espécies descritas. Eles são principalmente distribuídos nos trópicos e subtrópicos.
| Subfamília Ponerinae Lepeletier de Saint-Fargeau, 1835 – 59 gêneros, 1.287 espécies |                          |              |                 |                              |                            |                |
| Gênero                                                                              | Autoridade binomial      | Classificado | No. de espécies | Espécie-tipo                 | Imagem de exemplo          | Ref(s)         |
| ----------------------------------------------------------------------------------- | ------------------------ | ------------ | --------------- | ---------------------------- | -------------------------- | -------------- |
| †Afropone                                                                           | Dlussky et al.           | 2004         | 2               | Afropone oculata             | —                          | [ 189 ]        |
| Anochetus                                                                           | Mayr                     | 1861         | 122             | Anochetus ghilianii          | Anochetus ghilianii        | [ 67 ]         |
| †Archiponera                                                                        | Carpenter                | 1930         | 1               | †Archiponera wheeleri        | †Archiponera wheeleri      | [ 5 ]          |
| Asphinctopone                                                                       | Santschi                 | 1914         | 3               | Asphinctopone silvestrii     | Asphinctopone silvestrii   | [ 27 ]         |
| Austroponera                                                                        | Schmidt & Shattuck       | 2014         | 3               | Austroponera rufonigra       | Austroponera rufonigra     | [ 302 ]        |
| Belonopelta                                                                         | Mayr                     | 1870         | 2               | Belonopelta attenuata        | Belonopelta attenuata      | [ 285 ]        |
| Boloponera                                                                          | Fisher                   | 2006         | 1               | Boloponera vicans            | Boloponera vicans          | [ 303 ]        |
| Bothroponera                                                                        | Mayr                     | 1862         | 37              | Bothroponera pumicosa        | Bothroponera pumicosa      | [ 63 ]         |
| Brachyponera                                                                        | Emery                    | 1900         | 19              | Brachyponera croceicornis    | Brachyponera croceicornis  | [ 304 ]        |
| Buniapone                                                                           | Schmidt & Shattuck, 2014 | 2014         | 1               | Buniapone amblyops           | Buniapone amblyops         | [ 302 ]        |
| Centromyrmex                                                                        | Mayr                     | 1866         | 15              | Centromyrmex bohemanni       | Centromyrmex bohemanni     | [ 96 ]         |
| †Cephalopone                                                                        | Dlussky & Wedmann        | 2012         | 2               | †Cephalopone potens          | †Cephalopone potens        | [ 13 ]         |
| Cryptopone                                                                          | Emery                    | 1893         | 24              | Cryptopone testacea          | Cryptopone testacea        | [ 31 ]         |
| †Cyrtopone                                                                          | Dlussky & Wedmann        | 2012         | 4               | †Cyrtopone microcephala      | †Cyrtopone microcephala    | [ 13 ]         |
| Diacamma                                                                            | Mayr                     | 1862         | 24              | Diacamma rugosum             | Diacamma rugosum           | [ 63 ]         |
| Dinoponera                                                                          | Roger                    | 1861         | 8               | Dinoponera gigantea          | Dinoponera gigantea        | [ 21 ]         |
| Dolioponera                                                                         | Brown                    | 1974         | 1               | Dolioponera fustigera        | Dolioponera fustigera      | [ 305 ]        |
| Ectomomyrmex                                                                        | Mayr                     | 1867         | 28              | Ectomomyrmex javanus         | Ectomomyrmex javanus       | [ 22 ] [ 306 ] |
| Emeryopone                                                                          | Forel                    | 1912         | 5               | Emeryopone buttelreepeni     | Emeryopone buttelreepeni   | [ 279 ]        |
| †Eogorgites                                                                         | Hong                     | 2002         | 1               | †Eogorgites cingulatus       | —                          | [ 125 ]        |
| †Eoponerites                                                                        | Hong                     | 2002         | 1               | †Eoponerites longipetiolatus | —                          | [ 125 ]        |
| Euponera                                                                            | Forel                    | 1891         | 27              | Euponera sikorae             | Euponera sikorae           | [ 95 ]         |
| Feroponera                                                                          | Bolton & Fisher          | 2008         | 1               | Feroponera ferox             | Feroponera ferox           | [ 307 ]        |
| Fisheropone                                                                         | Schmidt & Shattuck       | 2014         | 1               | Fisheropone ambigua          | Fisheropone ambigua        | [ 302 ]        |
| †Furcisutura                                                                        | Hong                     | 2002         | 1               | †Furcisutura wanghuacunensis | —                          | [ 125 ]        |
| Hagensia                                                                            | Forel                    | 1901         | 2               | Hagensia havilandi           | Hagensia havilandi         | [ 308 ]        |
| Harpegnathos                                                                        | Jerdon                   | 1851         | 7               | Harpegnathos saltator        | Harpegnathos saltator      | [ 309 ]        |
| Hypoponera                                                                          | Santschi                 | 1938         | 154             | Hypoponera abeillei          | Hypoponera abeillei        | [ 310 ]        |
| Iroponera                                                                           | Schmidt & Shattuck       | 2014         | 1               | Iroponera odax               | Iroponera odax             | [ 302 ]        |
| Leptogenys                                                                          | Roger                    | 1861         | 308             | Leptogenys falcigera         | Leptogenys falcigera       | [ 21 ]         |
| Loboponera                                                                          | Bolton & Brown           | 2002         | 9               | Loboponera vigilans          | Loboponera vigilans        | [ 311 ]        |
| †Longicapitia                                                                       | Hong                     | 2002         | 1               | †Longicapitia reticulata     | —                          | [ 125 ]        |
| Mayaponera                                                                          | Schmidt & Shattuck       | 2014         | 1               | Mayaponera constricta        | Mayaponera constricta      | [ 302 ]        |
| Megaponera                                                                          | Mayr                     | 1862         | 1               | Megaponera analis            | Megaponera analis          | [ 63 ]         |
| Mesoponera                                                                          | Emery                    | 1900         | 20              | Mesoponera melanaria         | Mesoponera melanaria       | [ 312 ]        |
| †Messelepone                                                                        | Dlussky & Wedmann        | 2012         | 1               | †Messelepone leptogenoides   | †Messelepone leptogenoides | [ 13 ]         |
| Myopias                                                                             | Roger                    | 1861         | 40              | Myopias amblyops             | Myopias amblyops           | [ 21 ]         |
| Neoponera                                                                           | Emery                    | 1901         | 57              | Neoponera villosa            | Neoponera villosa          | [ 313 ]        |
| Odontomachus                                                                        | Latreille                | 1804         | 70              | Odontomachus haematodus      | Odontomachus haematodus    | [ 86 ]         |
| Odontoponera                                                                        | Mayr                     | 1862         | 2               | Odontoponera denticulata     | Odontoponera denticulata   | [ 63 ]         |
| Ophthalmopone                                                                       | Forel                    | 1890         | 5               | Ophthalmopone berthoudi      | Ophthalmopone berthoudi    | [ 236 ]        |
| Pachycondyla                                                                        | Smith                    | 1858         | 36              | Pachycondyla crassinoda      | Pachycondyla crassinoda    | [ 102 ]        |
| Paltothyreus                                                                        | Mayr                     | 1862         | 1               | Paltothyreus tarsatus        | Paltothyreus tarsatus      | [ 313 ]        |
| Parvaponera                                                                         | Schmidt & Shattuck       | 2014         | 4               | Parvaponera darwinii         | Parvaponera darwinii       | [ 302 ]        |
| Phrynoponera                                                                        | Wheeler                  | 1920         | 5               | Phrynoponera gabonensis      | Phrynoponera gabonensis    | [ 124 ]        |
| Platythyrea                                                                         | Roger                    | 1863         | 44              | Platythyrea punctata         | Platythyrea punctata       | [ 22 ] [ 103 ] |
| Plectroctena                                                                        | Smith                    | 1858         | 17              | Plectroctena mandibularis    | Plectroctena mandibularis  | [ 102 ]        |
| Ponera                                                                              | Latreille                | 1804         | 62              | Ponera coarctata             | Ponera coarctata           | [ 86 ] [ 274 ] |
| †Ponerites                                                                          | Dlussky & Rasnitsyn      | 2003         | 14              | †Ponerites eocenicus         | †Ponerites eocenicus       | [ 260 ]        |
| Promyopias                                                                          | Santschi                 | 1914         | 1               | Promyopias silvestrii        | Promyopias silvestrii      | [ 27 ]         |
| †Protopone                                                                          | Dlussky                  | 1988         | 7               | †Protopone primigena         | †Protopone primigena       | [ 30 ]         |
| Psalidomyrmex                                                                       | André                    | 1890         | 6               | Psalidomyrmex foveolatus     | Psalidomyrmex foveolatus   | [ 314 ]        |
| Pseudoneoponera                                                                     | Donisthorpe              | 1943         | 18              | Pseudoneoponera verecundae   | Pseudoneoponera verecundae | [ 315 ]        |
| Pseudoponera                                                                        | Emery                    | 1900         | 6               | Pseudoponera stigma          | Pseudoponera stigma        | [ 304 ]        |
| Rasopone                                                                            | Schmidt & Shattuck       | 2014         | 11              | Rasopone ferruginea          | Rasopone ferruginea        | [ 302 ]        |
| Simopelta                                                                           | Mann                     | 1922         | 22              | Simopelta jeckylli           | Simopelta jeckylli         | [ 316 ]        |
| Streblognathus                                                                      | Mayr                     | 1862         | 2               | Streblognathus aethiopicus   | Streblognathus aethiopicus | [ 63 ]         |
| †Taphopone                                                                          | Dlussky & Perfilieva     | 2014         | 6               | †Taphopone karaganensis      | †Taphopone macroptera      | [ 32 ]         |
| Thaumatomyrmex                                                                      | Mayr                     | 1887         | 12              | Thaumatomyrmex mutilatus     | Thaumatomyrmex mutilatus   | [ 79 ]         |

### Proceratiinae
A subfamília Proceratiinae foi classificada pelo entomologista italiano Carlo Emery em 1895, que representa 3 gêneros existentes e 1 gênero extinto. Encontradas em todo o mundo, essas formigas são encontradas principalmente em áreas tropicais e subtropicais. Pouco se sabe sobre sua biologia.
| Subfamília Proceratiinae Emery, 1895 – 4 gêneros, 155 espécies |                     |              |                 |                          |                          |         |
| Gênero                                                         | Autoridade binomial | Classificado | No. de espécies | Espécie-tipo             | Imagem de exemplo        | Ref(s)  |
| -------------------------------------------------------------- | ------------------- | ------------ | --------------- | ------------------------ | ------------------------ | ------- |
| †Bradoponera                                                   | Mayr                | 1868         | 4               | †Bradoponera meieri      | †Bradoponera meieri      | [ 130 ] |
| Discothyrea                                                    | Roger               | 1863         | 37              | Discothyrea testacea     | Discothyrea testacea     | [ 103 ] |
| Probolomyrmex                                                  | Mayr                | 1901         | 26              | Probolomyrmex filiformis | Probolomyrmex filiformis | [ 221 ] |
| Proceratium                                                    | Roger               | 1863         | 88              | Proceratium silaceum     | Proceratium silaceum     | [ 103 ] |

### Pseudomyrmecinae
A subfamília Pseudomyrmecinae foi classificada por M.R. Smith em 1952, que representa 3 gêneros de formigas que são principalmente formigas arborícolas nas regiões tropicais e subtropicais. São encontrados na África, Ásia, Austrália, América do Norte e Sul.
| Subfamília Pseudomyrmecinae Smith, 1952 – 3 gêneros, 251 espécies |                     |              |                 |                       |                       |                 |
| Gênero                                                            | Autoridade binomial | Classificado | No. de espécies | Espécie-tipo          | Imagem de exemplo     | Ref(s)          |
| ----------------------------------------------------------------- | ------------------- | ------------ | --------------- | --------------------- | --------------------- | --------------- |
| Myrcidris                                                         | Ward                | 1990         | 1               | Myrcidris epicharis   | Myrcidris epicharis   | [ 320 ]         |
| Pseudomyrmex                                                      | Lund                | 1831         | 147             | Pseudomyrmex gracilis | Pseudomyrmex gracilis | [ 319 ] [ 323 ] |
| Tetraponera                                                       | Smith               | 1852         | 103             | Tetraponera nigra     | Tetraponera nigra     | [ 324 ]         |

### Sphecomyrminae
A subfamília Sphecomyrminae contém 9 gêneros fósseis de formigas-tronco. A maioria das formigas fossilizadas em âmbar do Cretáceo foram colocadas nesta subfamília, no entanto, as revisões em 2017 e 2020 removeram vários gêneros e adicionaram ex-membros da subfamília Armaniinae.
| Subfamília Sphecomyrminae Wilson & Brown, 1967 – 8 gêneros, 28 espécies |                               |              |                 |                           |                           |         |
| Gênero                                                                  | Autoridade binomial           | Classificado | No. de espécies | Espécie-tipo              | Imagem de exemplo         | Ref(s)  |
| ----------------------------------------------------------------------- | ----------------------------- | ------------ | --------------- | ------------------------- | ------------------------- | ------- |
| †Armania                                                                | Dlussky                       | 1983         | 4               | †Armania robusta          | N/A                       | [ 326 ] |
| †Boltonimecia                                                           | Borysenko                     | 2017         | 1               | †Boltonimecia canadensis  | †Boltonimecia canadensis  | [ 327 ] |
| †Cretomyrma                                                             | Dlussky                       | 1975         | 2               | †Cretomyrma arnoldii      | N/A                       | [ 328 ] |
| †Gerontoformica                                                         | Nel & Perrault                | 2004         | 13              | †Gerontoformica cretacica | †Gerontoformica cretacica | [ 329 ] |
| †Orapia                                                                 | Dlussky, Brothers & Rasnitsyn | 2004         | 2               | †Orapia rayneri           | †Orapia rayneri           | [ 189 ] |
| †Pseudarmania                                                           | Dlussky                       | 1983         | 2               | †Pseudarmania rasnitsyni  | N/A                       | [ 326 ] |
| †Sphecomyrma                                                            | Wilson & Brown                | 1967         | 2               | †Sphecomyrma freyi        | †Sphecomyrma freyi        | [ 330 ] |
| †Zigrasimecia                                                           | Barden & Grimaldi             | 2013         | 2               | †Zigrasimecia tonsora     | †Zigrasimecia tonsora     | [ 325 ] |

## Incertae sedis
Existem vários gêneros de formigas onde sua colocação taxonômica é incerta (incertae sedis). Esses gêneros ainda não foram atribuídos a nenhuma subfamília dentro dos Formicidae; 16 gêneros estão atualmente listados como incertae sedis.
| Gêneros Incertae sedis |                       |              |                 |                             |                          |                 |
| Gênero                 | Autoridade binomial   | Classificado | No. de espécies | Espécie-tipo                | Imagem de exemplo        | Ref(s)          |
| ---------------------- | --------------------- | ------------ | --------------- | --------------------------- | ------------------------ | --------------- |
| †Archaeopone           | Dlussky               | 1975         | 2               | †Archaeopone kzylzharica    | N/A                      | [ 328 ]         |
| †Baikuris              | Dlussky               | 1987         | 4               | †Baikuris mandibularis      | †Baikuris mandibularis   | [ 331 ]         |
| †Calyptites            | Scudder               | 1877         | 1               | †Calyptites antediluvianum  | N/A                      | [ 5 ] [ 332 ]   |
| †Camelomecia           | Barden & Grimaldi     | 2016         | 1               | †Camelomecia janovitzi      | †Camelomecia janovitzi   | [ 333 ]         |
| †Cretopone             | Dlussky               | 1975         | 1               | †Cretopone magna            | †Cretopone magna         | [ 334 ]         |
| †Curticorna            | Hong                  | 2002         | 1               | †Curticorna leptogastrosa   | N/A                      | [ 6 ] [ 125 ]   |
| †Dlusskyidris          | Bolton                | 1994         | 1               | †Dlusskyidris zherichini    | †Dlusskyidris zherichini | [ 328 ] [ 336 ] |
| †Eoaenictites          | Hong                  | 2002         | 1               | †Eoaenictites castanifurvus | N/A                      | [ 125 ]         |
| †Eoformica             | Cockerell             | 1921         | 6               | †Eoformica eocenica         | †Eoformica pinguis       | [ 260 ] [ 338 ] |
| †Fonsecahymen          | Martins-Neto & Mendes | 2002         | 1               | †Fonsecahymen stigmata      | N/A                      | [ 339 ]         |
| †Klondikia             | Dlussky & Rasnitsyn   | 2003         | 1               | †Klondikia whiteae          | N/A                      | [ 260 ]         |
| †Kohlsimyrma           | Dlussky & Rasnitsyn   | 2003         | 3               | †Kohlsimyrma laticeps       | N/A                      | [ 260 ]         |
| †Myanmyrma             | Engel & Grimaldi      | 2005         | 1               | †Myanmyrma gracilis         | †Myanmyrma gracilis      | [ 34 ]          |
| †Petropone             | Dlussky               | 1975         | 1               | †Petropone petiolata        | †Petropone petiolata     | [ 334 ]         |
| †Poneropterus          | Dlussky               | 1983         | 1               | †Poneropterus sphecoides    | N/A                      | [ 326 ]         |

## Anteriormente incluído em Formicidae
Existem vários gêneros que foram anteriormente colocados em Formicidae, mas foram posteriormente removidos. Esses gêneros agora são colocados em outras famílias, são considerados incertae sedis na taxonomia de Hymenoptera ou são considerados inválidos.
| Gêneros excluídos |                     |              |                 |                         |                                                          |                   |                 |
| Gênero            | Autoridade binomial | Classificado | No. de espécies | Espécie-tipo            | Posicionamento atual                                     | Imagem de exemplo | Ref(s)          |
| ----------------- | ------------------- | ------------ | --------------- | ----------------------- | -------------------------------------------------------- | ----------------- | --------------- |
| Condylodon        | Lund                | 1831         | 1               | Condylodon audouini     | Não identificável, considerado inválido por Bolton, 2020 | N/A               | [ 6 ] [ 55 ]    |
| †Dolichomyrma     | Dlussky             | 1975         | 2               | †Dolichomyrma longiceps | Incertae sedis em Aculeata                               | N/A               | [ 327 ] [ 328 ] |
| Hypochira         | Buckley             | 1866         | 1               | Formica subspinosa      | Não identificável, considerado inválido por Bolton, 2020 | N/A               | [ 341 ] [ 342 ] |
| †Khetania         | Dlussky             | 1999         | 1               | †Khetania mandibulata   | Incertae sedis em Aculeata                               | N/A               | [ 343 ]         |

## Ver tambem
- Lista de subfamílias de formigas